# Шошана (филм)
 Тази статия е за филма.  За песента вижте Шошана.  
Шошана (на английски: Shoshana) е британски биографичен трилър от 2023 г., режисиран от Майкъл Уинтърботъм. В Русия филмът е известен със заглавието Земля обетованная.
Действието на филма се развива през 30-те – 40-те години на XX век, британски мандат на Палестина. Проследява трагичната любовна история на Шошана Борохов (Ирина Старшенбаум), дъщеря на един от основателите на социалистическия ционизъм, и британския полицай Том Уилкин (Дъглас Бут), докато Уилкин и колегата му полицай Джефри Дж Мортън (Хари Мелинг) преследват ционисткия войн Авраам Стърн (Аури Алби).

## Сюжет
Действието на филма се развива през 1938 г. в Тел Авив, където напрежението е високо, тъй като британците, под мандата на Обществото на нациите, се опитват да поддържат реда в град със смесено палестинско и еврейско население. Томас Уилкин, британски заместник-началник на палестинската полиция, се обвързва романтично с Шошана, дъщерята на Бер Борохов, съосновател на ционисткото работническо движение.

## Актьорски състав
| Актьор            | Роля                                        |
| ----------------- | ------------------------------------------- |
| Дъглас Бут        | Том Уилкин                                  |
| Ирина Старшенбаум | Шошана Борохов                              |
| Хари Мелинг       | Джефри Дж. Мортън                           |
| Ори Алби          | Авраам Стърн                                |
| Иън               | дясната ръка на британския върховен комисар |